# Mangala Vallis
Mangala Vallis est un groupe de rock progressif italien. Leurs musiques sont inspirées des plus grands artistes de rock progressif des années 70 comme Genesis, King Crimson ou Gentle Giant. Le groupe a  réalisé deux albums : en 2002, The book of Dreams et en 2005, Lycanthrope.

## Biographie
Le nom du groupe Mangala Vallis vient du nom d'une vallée martienne citée dans un ouvrage de Jules Verne, La Vallée de Mangala.
En 2001, en pleine production de leur premier album, ils fondent le label Tamburo a Vapore Records. L'album The Book of Dreams est publié en 2002, Il s'agit d'un album-concept retraçant quelques œuvres du romancier, Jules Verne,. La musique fait rappeler cet univers surtout Ouverture et Under the Sea qui sont deux compositions instrumentales très rythmées.
En 2005 sort l'album Lycanthrope. Le titre fixe d'emblée la thématique de ce second concept des italiens : « lycanthrope » vient du grec lukanthropos, conjonction de « lukos », loup et « anthropos », homme. Les loups garous planent donc sur tout l'album. The Boy that Howls at the Moon, musique importante de cet opus, démarre d'ailleurs par des hurlements de loups. En 2009, un nouveau changement de formation s'effectue avec l'arrivée de Cristiano Roversi (Moongarden) aux claviers et la batterie. Cette même année sort le DVD Intergalactic Live Video Archives. Enregistré lors de la tournée européenne de 2006, le groupe joue ses deux premiers albums : The Book of Dreams et Lycanthrope. En plus des concerts, le DVD contient les deux clips officiels réalisés par le groupe.
En 2012 le groupe effectue d'autres changements dans sa formation ; Roberto Tiranti, bassiste et chanteur prend la place de Bernardo Lanzetti et Riccardo Sgavetti. La nouvelle formation publie l'album Microsolco, un album-concept qui lance un pont virtuel avec l'album précédent. Il traite de la fin du monde prévue pour 21 décembre 2012. Les 20 et 21 décembre 2013, le groupe joue au Mercatini di Natale.
En 2018, le groupe joue au club Incognito Music and Dinner.

## Membres

### Membres actuels
- Gigi Cavalli Cocchi - batterie
- Enzo Cattini - claviers
- Mirco Consolini - guitare
- Riccardo Sgavetti - basse

### Musiciens invités
- Mateo Setti - voix
- Vic Fraja - voix
- Bernardo Lanzetti - voix
- Stefano Menato - saxophone
- Elisa Giordanella - violon
- David Jackson (Van der Graaf Generator) - saxophone
- Nicola Milazzo - guitare)
- Andrea Fornili - guitare
- Alessandra Rossi - chœurs

## Discographie
- 2002 : The Book of Dreams

1. Ouverture (1:40)
2. Is The End The Beginning? (9:30)
3. The Book Of Dreams (7:07)
4. The Journey (12:14)
5. Days Of Light (9:06)
6. Under The Sea (3:36)
7. Asha (coming Back Home) (8:24)
8. A New Century (10:22)

- 2005 : Lycanthrope

1. Echo Absolute (1:45)
2. Cosmotraffic Jam (9:48)
3. Call Me Alias (7:14)
4. Lycanthroparty (5:14)
5. Hum / Animal Song (2:50)
6. The Boy That Howls At The Moon (13:31)
7. The Mask (11:42)
8. The Transparent And The Obscure (9:57)

- 2012 : Microsolco